# ليزلي كابلان
ليزلي كابلان (بالفرنسية: Leslie Kaplan)‏ هي كاتِبة وشاعرة فرنسية، ولدت في 1943 في نيويورك في الولايات المتحدة.

## وصلات خارجية
- ليزلي كابلان على موقع IMDb (الإنجليزية)